# Yaga & Mackie
Yaga & Mackie es un dúo musical de reguetón originario de Puerto Rico, formado en el año 2001. El dúo está integrado por Javier Antonio «Yaga» Martínez, 17 de septiembre de 1974 (50 años) y Luis «Mackie» Pizarro, 18 de julio de 1978 (46 años). El dúo anunció su separación luego de un tour de despedida en 2014, con un regreso oficial a comienzos de 2020.

## Biografía
Javier Martínez es oriundo de Bayamón, mientras que Luis Pizarro creció en el barrio Cerámica de Carolina, donde su hermano menor Gabriel Pizarro también buscaba dar inicio a una carrera musical. Antes de debutar con Mackie, Yaga había participado en The Noise con O.G. Black y había formado un dúo temporal con Don Omar. Por el contrario, Mackie estaba en buenos términos con los futuros productores Yai & Toly.

## Carrera musical

### 2001–2004: Inicios con Diamond Music
El dúo grabó su primera canción para el álbum Warriors III Los Magnificos en 2001, a pesar de no tener planes de ser un dúo. Dentro de ese año y medio, estuvieron participando en álbumes como Kilates, El Cangri.com y Romances del ruido, Vol. 2. Su álbum debut, Sonando diferente, fue publicado en julio de 2002 bajo el sello independiente Diamond Music, a cargo del productor musical Iván Joy. Tuvo las participaciones de Daddy Yankee y Tego Calderón, mientras la producción musical estuvo a cargo del dúo Luny Tunes. Como dúo estuvieron apoyando los primeros pasos de la carrera de Zion & Lennox, quienes aparecieron como invitados en su segundo álbum de estudio Clase Aparte, además de participar en su álbum debut Motivando a la Yal, también publicado en 2004. Su segundo álbum contiene el sencillo «Acechándote», además de colaboraciones con Voltio, Don Omar, entre otros.

### 2005–2007: Etapa en Univision
Con su tercer álbum, La Moda, ingresaron al Top 40 de varias categorías de Billboard, entre ellas Top Heatseekers y Top Latin Albums. Apoyados por sencillos como «El Tren» y «Fuego», el álbum contó con participaciones de Nina Sky, Benzino y Pitbull. En el álbum también se encuentran fusiones con reggae, regional mexicano y bomba. Siendo su primer álbum bajo un sello importante, Univision, logró ventas de más de 100 000 copias en el mismo año.
A finales de 2006 daban inicio a la promoción de su próximo álbum, La Reunión, publicando el sencillo «Aparentemente» con Arcángel & De la Ghetto, obteniendo rotativa en radios latinoamericanas e ingresando en la categoría Hot Latin Songs de Billboard. Otra de sus canciones promocionales, «El Pistolón», tuvo una remezcla posterior, la cual es considerada como una de las canciones precursora del movimiento de trap latino. La Reunión fue publicado en marzo de 2007, contiene sonidos de rock en «Gótica», salsa en «Tregua» y reggae roots en «Mi reina».

### 2008–2014: Los Mackieavelikos
En 2008 estrenaron su quinto álbum de estudio Los Mackieavelikos 2055 bajo el sello discográfico Full Records, del cual eran propietarios. Cuenta con 14 canciones, siendo «Veo Veo» el primer sencillo desprendido del álbum y con un vídeo musical dirigido por José Javy Ferrer.
En 2009, participaron en distintas producciones como Babilla de Vico C, Pa' la calle mixtape de Zion & Lennox y The Black Mixtape de Nicky Jam, siendo destacada su colaboración en la remezcla de «Jangueo y Aventura» para el álbum debut de Guayo & O.G. Black, donde también participó Arcángel.
En 2012, publican su sexto álbum Los Mackieavelikos HD, colaboraciones de J Balvin, Ñejo, entre otros. Hablando sobre el álbum, Yaga expresa que vuelven a las raíces del reguetón, mientras destacan las fusiones en otros géneros como electrónica.

### 2015–presente: Separación temporal y regreso
Luego de su separación, ambos planificaron álbumes en solitario, con Mackie publicando su primer álbum en noviembre de 2016. El álbum, titulado Iluminado, posee trece canciones con las participaciones de Zion & Lennox, Ñengo Flow, J Álvarez, entre otros. Yaga, por su parte, publicó sencillos de manera esporádicas, incluyendo algunas incursiones en el trap latino.
A pesar de su separación, tuvieron participaciones esporádicas en distintos conciertos entre 2018 y 2019, con su regreso confirmado en febrero de 2020, anunciando una nueva canción, «No me llores». En julio, estrenaron un álbum recopilatorio titulado El catálogo perdido con más de cuarenta canciones que nunca fueron publicadas de manera oficial.

## Discografía
Álbumes de estudio
- 2002: Sonando diferente
- 2004: Clase Aparte
- 2005: La Moda
- 2007: La Reunión
- 2008: Los Mackieavelikos 2055
- 2012: Los Mackieavelikos HD

Álbumes recopilatorios
- 2020: El catálogo perdido

 Mixtapes 
- 2010: Los Rompemuelas